# Henry V (film, 2007)
Pour les articles homonymes, voir Henry V et Henry.
Pour plus de détails, voir Fiche technique et Distribution.
Henry V (titre complet William Shakespeare's Henry V) est un film américain réalisé par Peter Babakitis, en 2007.

## Fiche technique
- Titre original : Henry V
- Pays d'origine :  États-Unis
- Année : 2007
- Réalisation : Peter Babakitis
- Scénario : Peter Babakitis (adaptation)
- Histoire : William Shakespeare, d'après sa pièce éponyme
- Producteur : Peter Babakitis
- Société de production : Image Garden Productions
- Société de distribution : Sumless Treasuries Releasing
- Musique : Peter Babakitis
- Photographie : Christine Cannavo et Rick Santangelo
- Langue : anglais
- Format : Couleur – 1,78:1
- Genre : Drame, historique et biopic
- Durée : 154 minutes
- Dates de sortie :  États-Unis : 11 novembre 2007 (sortie vidéo)
- Budget : 750 000 $ US (estimation)

## Distribution
- Peter Babakitis : Henry V
- Paul Spitale : le Duc d'Exeter
- Brian Narelle : Archbishop de Canterbury
- Sabaa Rehmani : Chorus
- Erin-Kate Whitcomb : Alice
- Gibson Towns : Charles VI de France
- Duncan Maddux : le Dauphin
- Gwyneth Horobin : Catherine de Valois
- Christoher Grey : Williams
- Howard Dillon : Montjoie
- Alexander Babakitis : garçon
- Phil Sheridan : Pistol